# Río Loir
El río Loir es un río del centro-oeste de Francia. Nace en el condado de Perche en Saint-Éman en el departamento de Eure y Loir, y vierte sus aguas en el Sarthe al norte, siempre al norte de Angers, en el departamento de Maine y Loira.
Principales departamentos y ciudades que cruza:
- Eure y Loir: Illiers-Combray, Bonneval, Châteaudun, Cloyes-sur-le-Loir
- Loir y Cher: Vendôme
- Sarthe: La Flèche, Le Lude
- Maine y Loira

## Historia
- Forma el valle de los poetas, pero es también el valle de los peregrinos.
- Entre Vendôme y Chartre, en un recorrido de menos de 50 km, se encuentra un bonito conjunto de pinturas murales antiguas. Decoran pequeñas iglesias que se sitúan en los meandros del río.

## Hidrología
Principales afluentes :
- Ozanne
- Yerre
- Braye
- Aigre
- Conie

- Datos: Q376133
- Multimedia: Loir / Q376133